# Ренська-Весь (Ниський повіт)
Ренська-Весь (пол. Reńska Wieś, нім. Reinschdorf) — село в Польщі, у гміні Пакославиці Ниського повіту Опольського воєводства.
Населення — 428 осіб (2011).
У 1975-1998 роках село належало до Опольського воєводства.

## Демографія
Демографічна структура станом на 31 березня 2011 року:
|          | Загалом | Допрацездатний вік | Працездатний вік | Постпрацездатний вік |
| -------- | ------- | ------------------ | ---------------- | -------------------- |
| Чоловіки | 205     | 52                 | 135              | 18                   |
| Жінки    | 223     | 47                 | 136              | 40                   |
| Разом    | 428     | 99                 | 271              | 58                   |